# アントニーン・プチ
アントニーン・プチ（Antonín Puč、1907年5月16日 - 1988年4月18日）は、元チェコスロバキア代表サッカー選手、サッカー指導者である。ポジションはフォワード。

## 経歴
チェコスロバキアリーグが発足した1925年にプロデビュー。1938年までプレーし、8度のリーグ優勝を経験。1927年、1929年と2度リーグ得点王になった。
チェコスロバキア代表として60試合に出場し、同代表最多得点となる34得点を挙げた。FIFAワールドカップには2大会（1934、1938）に出場し、1934年大会決勝となるイタリア戦でも得点を挙げた。そのほか、ボヘミア・モラヴィア代表としても1試合に出場、1得点を挙げた。

## 獲得タイトル
- チェコスロバキアリーグ：1925, 1928–29, 1929–30, 1930–31, 1932–33, 1933–34, 1934–35, 1936–37
- ミトローパ・カップ：1938